# José de Saavedra y Salamanca
José de Saavedra y Salamanca, ii marqués de Viana y ii conde de Urbasa, denominado familiarmente Pepe Viana, (Madrid, 4 de abril de 1870-Madrid, 5 de abril de 1927) fue un noble, cortesano y político español, jefe superior de Palacio y caballerizo mayor del rey Alfonso XIII, además de senador por derecho propio en las Cortes de la Restauración. Ocupó también los cargos de presidente de Real Aero Club de España y de la Asociación Nacional de Olivareros.

## Biografía

### Primeros años
Proveniente de una familia aristocrática, cuyos progenitores fueron Fausto de Saavedra y Cueto, i conde de Urbasa, y Fernanda de Salamanca y García, su esposa, además de ser nieto del ilustre literato Ángel de Saavedra, duque de Rivas, que desempeñó los más altos cargos del estado; y sobrino nieto del magnate y político José de Salamanca y Mayol, marqués de Salamanca.
Su madre falleció cuando contaba con siete años, y su padre solo vivió tres años más, quedando  huérfano en 1880. Quedó a cargo de su abuela, la duquesa viuda de Rivas, y al morir esta en 1885 siguió con la tutela su tío Teobaldo de Saavedra y Cueto, i marqués de Viana, quien ya se venía encargando de la educación del niño. Su tío y tutor estaba casado con Carmen Pérez de Barradas, quien de su primer marido había heredado una gran fortuna. Los marqueses de Viana no tenían hijos, y volcaron su amor en este pupilo, a quien designarían heredero de sus bienes y sucesor en dicho título, con grandeza de España.
Estudió el Bachillerato en el Colegio de San Luis Gonzaga del Puerto de Santa María, y en 1885 ingresó en la Academia de Artillería de Segovia, donde obtuvo el despacho de teniente cinco años después. En esta arma alcanzaría el empleo de teniente coronel. En 1896 contrajo matrimonio con Mencía Collado del Alcázar, marquesa del Valle de la Paloma, sobrina del duque de la Roca.

### Amistad con Alfonso XIII y cargos políticos

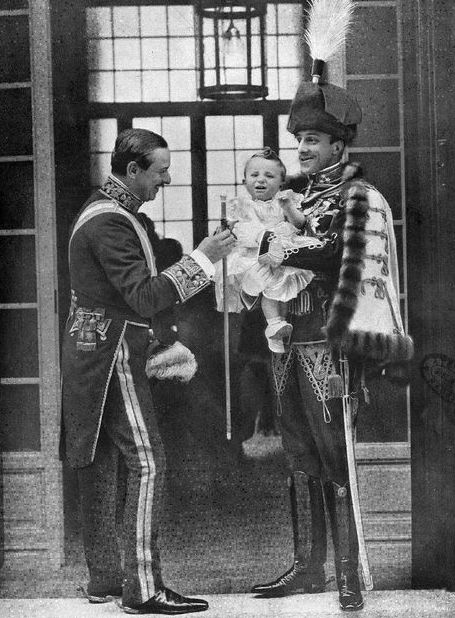
El marqués de Viana con el rey Alfonso XIII, quien sostiene en sus brazos al infante Jaime de Borbón y Battenberg.

En 1901 era profesor de la Escuela de Tiro de Carabanchel, y allí conoció al joven rey Alfonso XIII, iniciándose entre ambos una intensa amistad que perduraría hasta la muerte del marqués. En 1902 empezó a servir en Palacio como gentilhombre de cámara con ejercicio y servidumbre, tan solo unos días antes de acompañar al monarca a la Jura ante las Cortes (el 17 de mayo de ese año, cuando le proclamaron mayor de edad anticipadamente). Además, fue unos de los elegidos para el viaje para traer a España a su prometida, la princesa Victoria Eugenia de Battenberg.
Senador por derecho propio desde 1905, al año siguiente, tras reorganizarse la Real Casa por motivo del matrimonio del Rey y aprovechando la boda real entre Alfonso y Victoria Eugenia, el monarca nombra al marqués de Viana caballerizo mayor y montero mayor, en sustitución del marqués de la Mina.
  

En tal condición, organizará los desplazamientos del Rey fuera de Palacio y sus jornadas cinegéticas en los cazaderos reales (Monte de El Pardo, Valsaín, Boca del Asno, la Encomienda de Mudela, Doñana, Saja...). Igualmente acompañará al Monarca en las cacerías en fincas particulares de España (Rincón Alto en Moratalla, de su propiedad, El Castañar, de los marqueses de Finat, Malpica, del duque de Arión o Ventosilla, propiedad del duque de Santoña) o del extranjero (por ejemplo, Sutton Surrey en Inglaterra). También será un entusiasta polista que contribuya a la extensión de este deporte en el país organizando, como caballerizo, los torneos en el palacio de la Magdalena de Santander y, de modo particular, un famoso campeonato anual en su finca de Moratalla. 

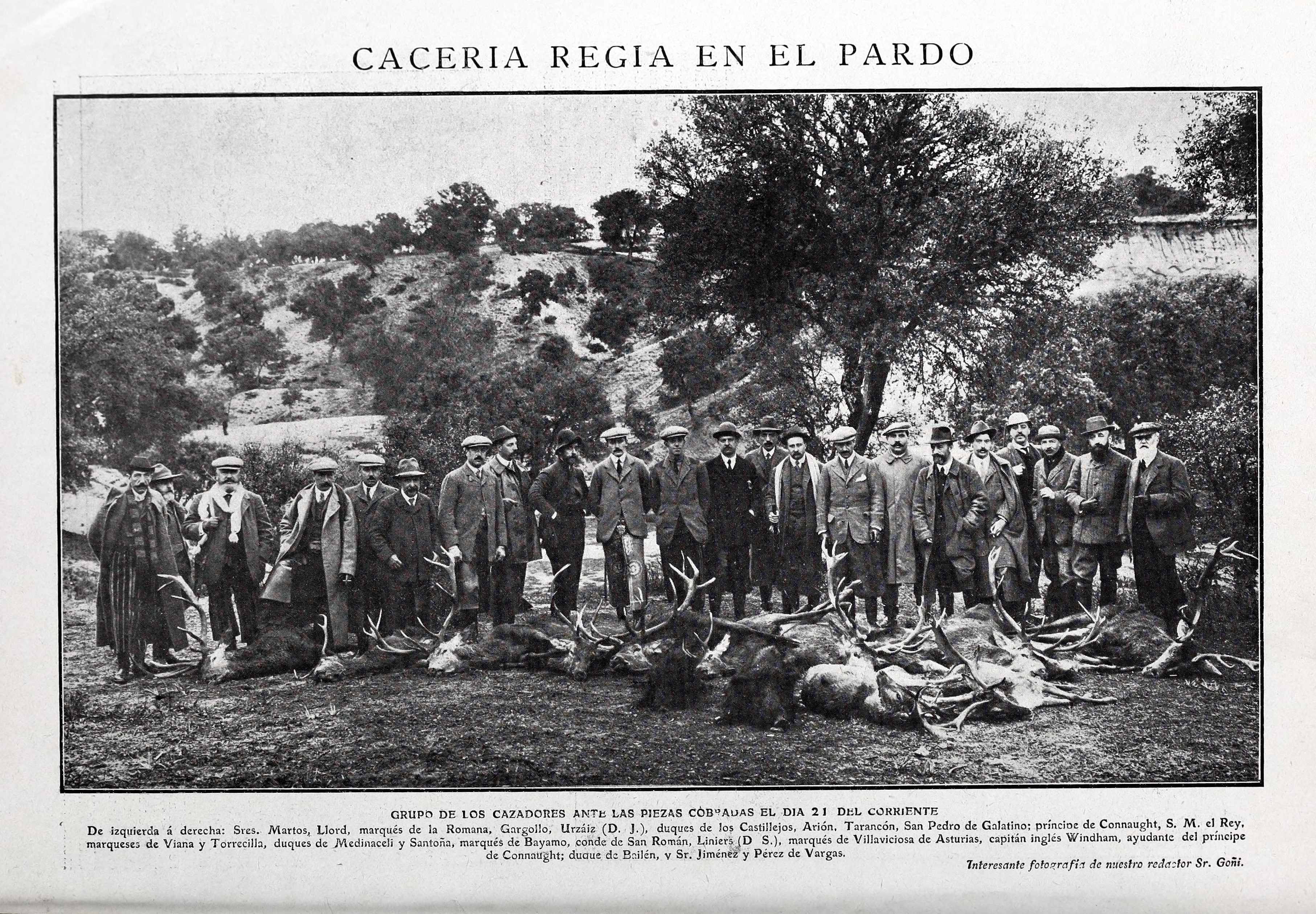
Posando con unas piezas de caza junto a Alfonso XIII y otros cazadores en enero de 1908 en El Pardo; fotografía de Goñi.

Pero la labor de Pepe Viana no fue únicamente la de un fiel empleado de la Real Casa. Su condición de amigo y confidente harán que sea el líder de la camarilla de amigos de Alfonso XIII, de la que formarán parte también el marqués de la Vega Inclán, Enrique Careaga, el doctor Aguilar, el duque de Alba, José Quiñones de León o el duque del Infantado. El monarca, su familia y la Corte visitarían su palacio de Moratalla en doce ocasiones entre 1908 y 1927 para cazar o jugar al polo; mientras que pernoctará en cinco ocasiones en el palacio de Viana cordobés, siendo su visita más famosa la del 23 de mayo de 1921 por su discurso en el Real Círculo de la Amistad de Córdoba, que el Monarca preparó en los jardines del Palacio y que cuestionaba el sistema parlamentario.
Fue famoso un viaje privado que organiza para el Rey a las Carreras de Caballos de Deauville en agosto de 1922 y que será fuertemente criticado al producirse tras el Desastre de Annual en momentos de gran inestabilidad política.
En 1925 al morir el marqués de la Torrecilla, Alfonso XIII le manifiesta su estrechísima confianza y amistad al nombrarle, conservando sus puestos de caballerizo y montero, jefe superior de Palacio, sumiller de Corps y guardasellos, y, por tanto, máxima cabeza de la Real Casa en lugar de designar jefe al mayordomo mayor, lo que venía siendo tradicional. Para este último puesto se elige al duque de Miranda. El monarca le dio nuevas muestras de su alto aprecio al concederle en 1926 los collares de las Órdenes del Toisón de Oro y Carlos III, escribiendo el periódico ABC que el marqués conoció al monarca en una visita a Carabanchel siendo menor de edad «y desde entonces el cariño y la amistad con que este le ha honrado, no se ha interrumpido nunca».

### Pionero en la aviación y aceite
Además de sus cargos políticos, el marqués de Viana se considera un pionero de la aviación en España, ya que será fundador y presidente del Real Aero Club de España. De hecho, es el primer español en despegar del suelo con un aparato de motor. Este hito ocurrió en 1908 en el municipio francés de Le Mans, a bordo de un arcaico artilugio pilotado por Wilbur Wright. Además de gran interesado por la agricultura, presidirá la Asociación Nacional de Olivareros y gestionará explotaciones modelo en la Almazara de La Laguna, municipio de Baeza, que fue inaugurado por Alfonso XIII en 1926, tal y como conmemora un mosaico en el Patio de los Jardineros del Palacio de Viana. Asimismo, fue fundador de la Sociedad Hípica Española y miembro de la Sociedad Hispánica de América en Nueva York.
Amante de las bellas artes, heredará de su tía Carmen Pérez de Barradas, marquesa viuda de Viana, mujer de su tío Teobaldo, el Palacio de Las Rejas de Don Gome en Córdoba, luego llamado de Viana, que ella había heredado de su primer marido, el marqués de Villaseca, y que Viana enriquecerá con importantes colecciones artísticas. Lo mismo hará con su residencia madrileña, el también llamado Palacio de Viana, heredado de su tío Teobaldo y con el Palacio de Garcíez en Jaén.

### Fallecimiento
La relación con la reina Victoria Eugenia de Battenberg llegó a calificarse de enemistad, debido a que ella consideraba al marqués como proveedor de infidelidades hacia su esposo el rey, mientras que el marqués la culpó de traer la hemofilia a la familia real española, debido a su ascendencia proveniente de la reina Victoria del Reino Unido. En abril de 1927 se produciría una discusión en persona entre los dos, en la que la reina acusaba al marqués de buscar el divorcio real, provocando una indisposición en el marqués que le provocó la muerte un día después, el 5 de abril de 1927. Los periódicos de la época atribuyen al fallecimiento del aristócrata a un grave ataque de uremia. Su funeral gozó de una gran resonancia en la prensa y demostró el poder e influencia que albergaba el marqués, asistiendo a dicho evento el infante Alfonso de Borbón, el Gobierno en su totalidad con Primo de Ribera, así como los jefes de Palacio. Los Reyes y el príncipe de Asturias salieron al balcón del Palacio Real cuando la comitiva pasó frente al mismo dirección al cementerio de San Isidro.

## Descendencia
De su matrimonio con Mencía Collado habrá tres hijos:
- Carmen, (1899-1967), marquesa de Villaviciosa, dama de la Reina Victoria Eugenia de Battenberg, casada con el duque de Peñaranda de Duero, conde de Montijo, hermano menor del duque de Alba, con numerosa descendencia.
- Leonor, (1900-1955), condesa de Torrehermosa, casada con el vizconde de la Rochefoucauld, que no tendrá descendencia.
- Fausto, (1902-1980), III marqués de Viana, casado con Sofía de Lancaster y Bleck, que no tendrá descendencia.

## Títulos, órdenes y empleos

### Títulos
- II marqués de Viana, con Grandeza de España.[Nota 1][6]
- II conde de Urbasa.

### Órdenes

#### España
- Caballero de la Orden del Toisón de Oro. (26 de noviembre de 1926)[7]
- Orden de Carlos III.
  - Caballero del collar. (28 de agosto de 1926)[8]
  - Caballero gran cruz. (9 de julio de 1907)[9][10]
- Condecorado con la Cruz de primera clase del Mérito Militar.[10]
- Condecorado con la Cruz de primera clase del Mérito Naval.[11]
- Condecorado con la Medalla de la Regencia.[10]
- Condecorado con la Medalla (de oro) de la Jura de Alfonso XIII.[10]

#### Extranjeras
- Caballero gran cruz de la Real Orden Victoriana. (Reino Unido)[11]
- Caballero gran cruz de la Orden de Alberto (Reino de Sajonia)[11]

### Empleos
- Sumiller de Corps y Guardasellos del Rey de España (10 de marzo de 1925- 5 de abril de 1927)[12]
- Caballerizo mayor, Ballestero y Montero Mayor del Rey de España (1905- 5 de abril de 1927)[10][12]
- Gentilhombre de cámara con ejercicio y servidumbre del Rey de España (1902-5 de abril de 1927).[13]

### Individuales
1. 1 2 3 4 5 6 7 8 9 10  «José de Saavedra y Salamanca | Real Academia de la Historia». dbe.rah.es. Consultado el 23 de marzo de 2020.
2. 1 2  «Saavedra y Salamanca, José María de». Senadores. Senado de España.
3. ↑  «José de Saavedra y Salamanca». ELMUNDO. 3 de diciembre de 2016. Consultado el 22 de abril de 2021.
4. ↑  Real Decreto nombrando caballero de la Orden del Toisón de Oro a D. José de Saavedra y Salamanca, Marqués de Viana, publicado en la Gaceta de Madrid n.º 330, del 26 de noviembre de 1926, p. 1082.
5. ↑  Real Decreto nombrando caballeros del collar de la Orden de Carlos III a D. Joaquín Fernández de Córdova y Osma, Duque de Arión, y a D. José Saavedra y Salamanca, Marqués de Viana, publicado en la Gaceta de Madrid n.º 240, de 28 de agosto de 1926, p. 1234.
6. ↑  «Ceremonia palatina. Los grandes de España». La Época (Madrid) (18.612). 7 de abril de 1902. p. 1.
7. ↑  «Real decreto nombrando Caballero de la Insigne Orden del Toisón de Oro a D. José de Saavedra y Salamanca, Marqués de Viana.». Gaceta de Madrid (330). 26 de noviembre de 1926. p. 1.082.
8. ↑  «Real decreto nombrando Caballeros de Collar de la Real y Distinguida Orden de Carlos III a D. Joaquín Fernández de Córdova y Osma, Duque de Arión, y a D. José Saavedra y Salamanca, Marqués de Viana.». Gaceta de Madrid (240). 28 de agosto de 1926. p. 1234.
9. ↑  «Real decreto agraciando con la Gran Cruz de la Real y distinguida Orden de Carlos III á D. José Saavedra y Salamanca, Marqués de Viana.». Gaceta de Madrid (190). 9 de julio de 1907. p. 97.
10. 1 2 3 4 5  «Acta de nacimientos y presentación del Infante que ha dado a luz Su Majestad la Reina Doña Victoria Eugenia (q.D.g).». Gaceta de Madrid. 25 de octubre de 1914.
11. 1 2 3  «Acta de nacimientos y presentación del Infante que ha dado a luz Su Majestad la Reina Doña Victoria Eugenia (q.D.g).». Gaceta de Madrid. 25 de octubre de 1914.
12. 1 2  «Real decreto nombrando Sumiller de Corps y Guarda Sellos, conservando a la vez los cargos de Caballerizo, Ballestero y Montero Mayor, al Excelentísimo Sr. Marqués de Viana.». Gaceta de Madrid (69). 10 de marzo de 1925. p. 1215.
13. ↑  «Acta de nacimiento y presentación de S.A.R. el Sermo. Sr. Príncipe de Asturias.». Gaceta de Madrid (131). 11 de mayo de 1907.